# Manometria odbytu i odbytnicy
Manometria odbytu i odbytnicy – wysokospecjalistyczne badanie diagnostyczne, stosowane w gastroenterologii, polegająca na wprowadzeniu do odbytu i odbytnicy wielokanałowego cewnika, który umożliwia pomiar ciśnienia na wysokości odbytnicy, zwieracza wewnętrznego i zewnętrznego odbytnicy. Następnie w trakcie defekacji (będącej w tym przypadku wydaleniem cewnika), rejestruje się ciśnienia powstające w końcowym odcinku przewodu pokarmowego.
W warunkach fizjologicznych w trakcie próby wydalenia cewnika, dochodzi do wzrostu ciśnienia w odbytnicy i jego spadku w obrębie obu zwieraczy.

Przeczytaj ostrzeżenie dotyczące informacji medycznych i pokrewnych zamieszczonych w Wikipedii.